# Élections constituantes de 1946 dans la Haute-Loire
Les élections constituantes françaises de 1946 se tiennent le 2 juin. Ce sont les deuxièmes élections constituantes, après le rejet du projet de Constitution française du 19 avril 1946 lors du référendum du 5 mai.

## Mode de scrutin
L'assemblée constituante est composée de 586 sièges pourvus au scrutin proportionnel plurinominal suivant la règle de la plus forte moyenne dans chaque département, sans panachage ni vote préférentiel.
Dans le département de la Haute-Loire, quatre députés sont à élire.

## Élus
| Député sortant   | Parti | Parti  | Député élu ou réélu | Parti | Parti  |
| ---------------- | ----- | ------ | ------------------- | ----- | ------ |
| Alfred Biscarlet |       | PCF    | Alfred Biscarlet    |       | PCF    |
| Noël Barrot      |       | MRP    | Noël Barrot         |       | MRP    |
| Paul Antier      |       | Paysan | Paul Antier         |       | Paysan |
| Jean Deshors     |       | Paysan | Jean Deshors        |       | Paysan |

## Résultats

### Résultats à l'échelle du département
| Parti    | Parti    | Tête de liste       | Résultats | Résultats | Sièges |  |
| Parti    | Parti    | Tête de liste       | Voix      | %         |        |  |
| -------- | -------- | ------------------- | --------- | --------- | ------ |  |
|          | Paysan   | Paul Antier         | 45 550    | 37,36     | 2      |  |
|          | MRP      | Noël Barrot         | 29 555    | 24,24     | 1      |  |
|          | PCF      | Alfred Biscarlet    | 22 258    | 18,26     | 1      |  |
|          | SFIO     | Jean Bonnissol      | 12 735    | 10,45     | -      |  |
|          | RGR      | Maurice Chantelauze | 11 825    | 9,70      | -      |  |
|          |          |                     |           |           |        |  |
| Inscrits | Inscrits | Inscrits            | 152 709   | 100,00    | 4      |  |
| Votants  | Votants  | Votants             | 123 717   | 81,02     |        |  |
| Exprimés | Exprimés | Exprimés            | 121 923   | 98,55     |        |  |